# Gens Atinia
La gens Atinia fue una familia plebeya de la Antigua Roma. Ninguno de los miembros de esta gens logró el consulado. El primero que ocupó uno de los cargos superiores del estado fue Cayo Atinio Labeo que fue pretor en 195 a. C.

## Ramas y cognomina
La única familia importante de esta gens tuvo el cognomen Labeo.

## Miembros
- Tito Atinio, quien en el 491 a. C. tuvo una serie de visiones divinas sobre calamidades a gran escala que se producirían en Roma si se celebraban los Ludi Romani, lo que convenció al Senado.[2]
- Cayo Atinio Labeo, tribuno de la plebe en 196 a. C. y praetor peregrinus en 195 a. C.
- Marco Atinio, praefectus socium, muerto mientras servía en la Galia bajo el cónsul Tiberio Sempronio Longo, en 194 a. C.[3]
- Cayo Atinio Labeo, pretor en 190 a. C., recibió Sicilia como provincia.[4]
- Cayo Atinio (Labeo), pretor en 188 a. C., recibió Hispania Ulterior como provincia.